# Nate Lubell
Bennet Nathaniel „Nate” Lubell (ur. 15 sierpnia 1916 w Nowym Jorku, zm. 17 września 2006 w Fort Lee) – północnoamerykański szermierz. Reprezentant Stanów Zjednoczonych na trzech igrzyskach olimpijskich 1948 w Londynie, 1952 w Helsinkach i 1956 w Melbourne.

## Igrzyska Olimpijskie 1948
W Londynie Lubell uczestniczył w konkursie indywidualnym i drużynowym florecistów. W turnieju indywidualnym Lubell odpadł w pierwszej rundzie. W konkursie drużynowym reprezentanci Stanów Zjednoczonych dotarli do finału, gdzie nie sprostali Europejczykom i zajęli 4. miejsce.

## Igrzyska Olimpijskie 1952
W Helsinkach Lubell uczestniczył w tym samych turniejach co w Londynie. W turnieju indywidualnym odpadł w półfinale. W drużynie za to Stany Zjednoczone odpadły w 2 rundzie.

## Igrzyska Olimpijskie 1956
W Melbourne Nate Lubel uczestniczył tylko w konkursie drużynowym, w którym podobnie jak w 1948 reprezentanci Stanów Zjednoczonych dotarli do finału, gdzie musieli uznać dominacje szermierzy z Europy.